# Albertstraße (Dresden)
Die Albertstraße ist eine innenstädtische Hauptstraße in Dresden. Sie liegt im Stadtteil Innere Neustadt und ist Teil einer wichtigen Nord-Süd-Achse durch das Stadtgebiet.

## Verkehr

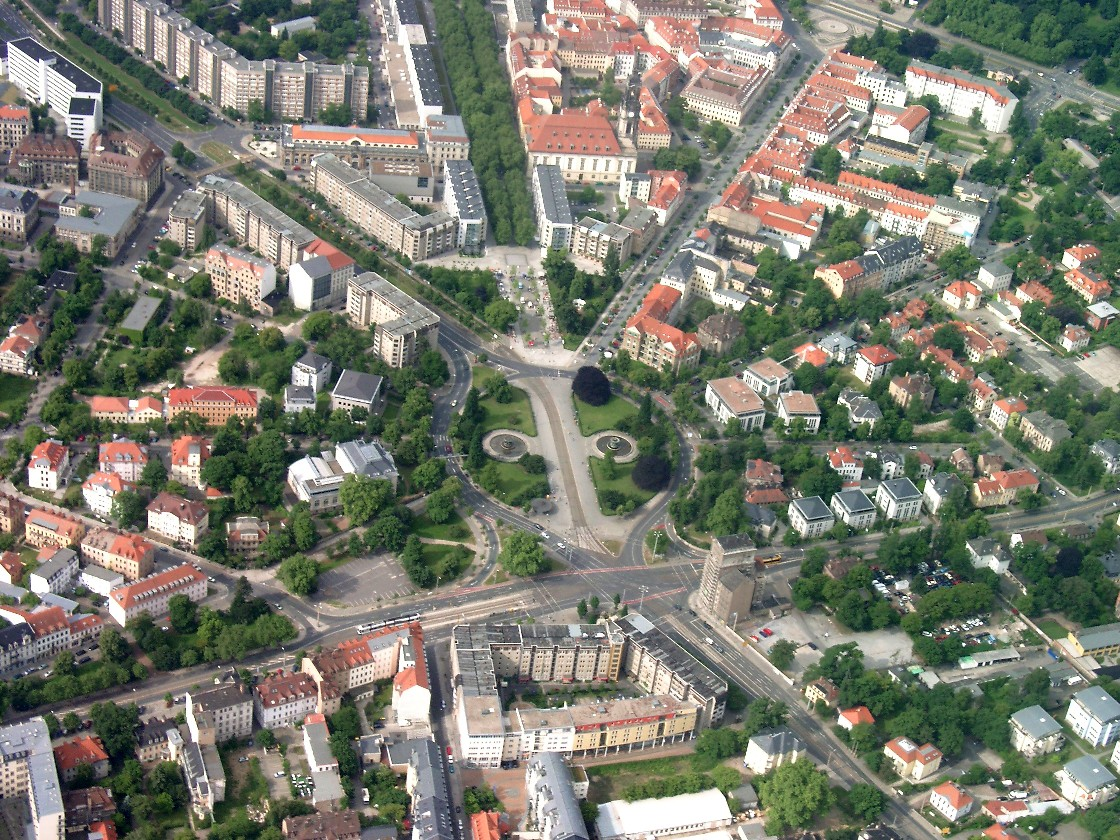
Die Albertstraße führt vom Albertplatz nach Süden, auf diesem Bild also in die linke obere Ecke.

Die Albertstraße verläuft exakt in Nord-Süd-Richtung und beginnt in nördlicher Fortsetzung der Carolabrücke am Carolaplatz. Der 50 Meter breite Verkehrszug, zu dem auch Straßenbahngleise westlich der Straße gehören, erweitert sich nach 250 Metern auf einem kurzen Abschnitt zum im Volksmund sogenannten Archivplatz.
Nach weiteren 250 Metern trifft die Albertstraße an ihrem nördlichen Ende auf den Albertplatz, um den der Straßenverkehr kreisförmig herumführt und an dessen nördlicher Kreuzung in die west-östliche Anton-/Bautzner Straße (Bundesstraße 6) bzw. die nordwärts führende Königsbrücker Straße (Bundesstraße 97) übergeht. Damit ist die Albertstraße Teil einer Nord-Süd-Achse, die sich von der Königsbrücker über die Albertstraße selbst weiter zur Carolabrücke zieht und sich auf Altstädter Elbseite in Form der St. Petersburger Straße als Bundesstraße 170 in Richtung Süden fortsetzt.
Neben der vierspurigen Straße liegen Straßenbahnschienen, die von den Linien 3, 7 und 8 der Dresdner Straßenbahn befahren werden.

## Geschichte

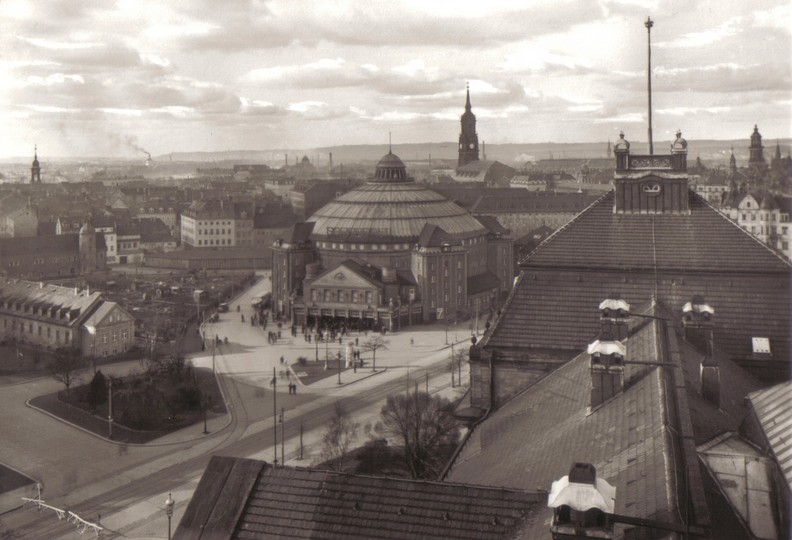
Blick im Jahr 1914 vom Dach der Staatskanzlei nach Nordwesten auf den Zirkus Sarrasani, dahinter die Dreikönigskirche. Unten der Carolaplatz mit der beginnenden Albertstraße.

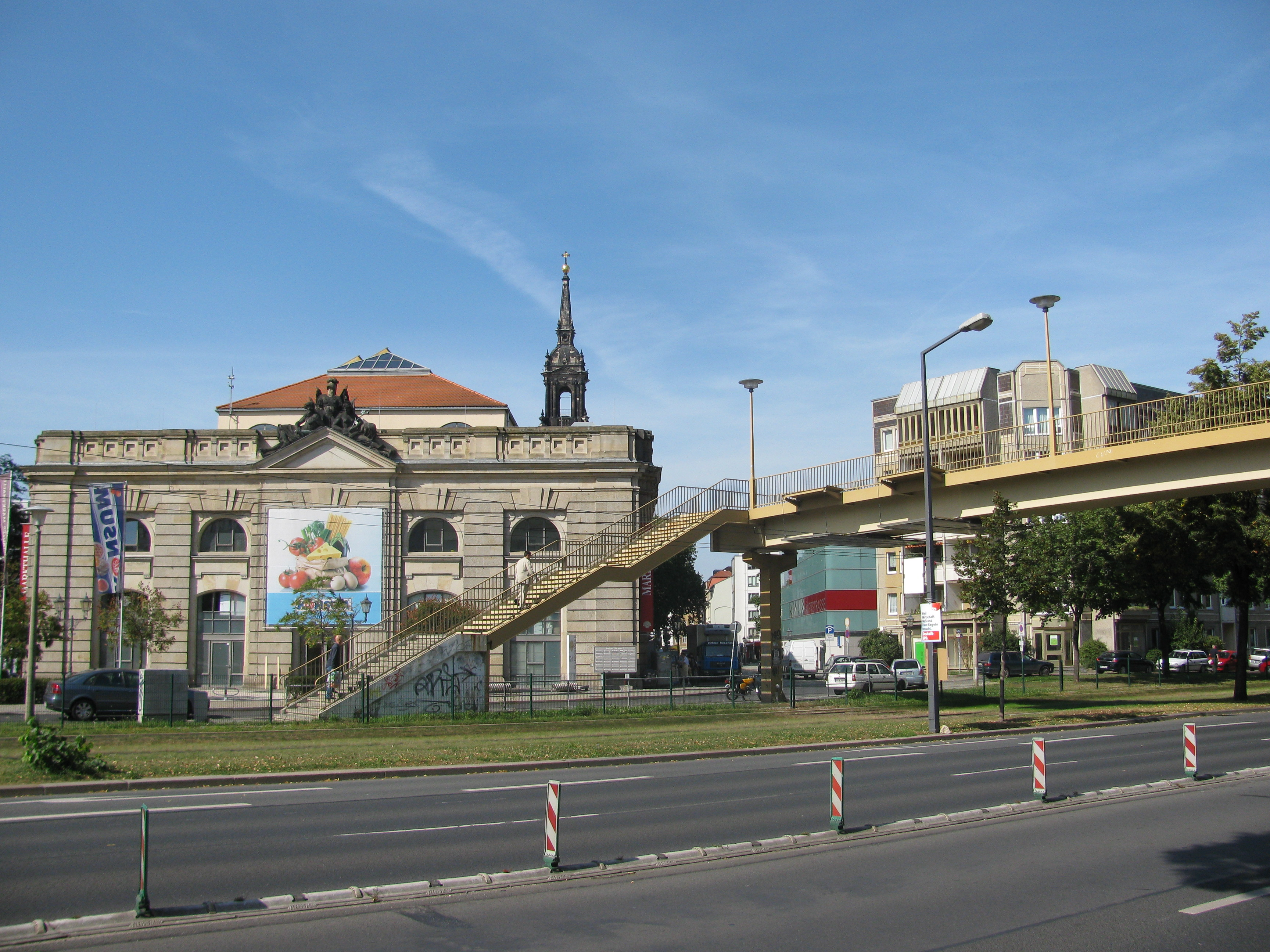
Bei ihrem Ausbau in der DDR-Zeit erhielt die Albertstraße zwischen dem Hauptstaatsarchiv und der Neustädter Markthalle eine Fußgängerbrücke, die 2016 wieder abgerissen wurde. Unter der Brücke im Hintergrund das Automatische Parkhaus an der Metzer Straße.

Das Gebiet um die Albertstraße lag innerhalb der im 17. Jahrhundert fertiggestellten Befestigungsanlagen Altendresdens. Als es in der Folge des Stadtbrands von 1685 unter August dem Starken Anfang des 18. Jahrhunderts zu einer barocken Neuanlage des Stadtteils kam, wurde der Ostteil der nunmehrigen Neustadt, in dem sich auch die heutige Albertstraße befindet, für den Bau von Kasernen freigehalten. Diese entstanden in größerer Zahl im 19. Jahrhundert, wurden aber von der sich ebenfalls ausbreitenden Stadt Dresden umschlossen. Die hohe Nachfrage nach Parzellen für neuen Wohnraum begünstigte nach dem Deutsch-Französischen Krieg den 1877 erfolgten Umzug der Einheiten der Sächsischen Armee in die neue Albertstadt. Die alten Kasernengebäude der Inneren Neustadt, unter ihnen auch Teile des Jägerhofs, wurden daraufhin teilweise abgebrochen und das Areal einer Neuplanung unterzogen. Bereits 1812 war bei der Anlage des kreisrunden, klassizistischen Albertplatzes, der im Mittelpunkt des Neustädter Elbbogens liegt, die spätere Albertstraße eingeplant worden. Diese sollte sich als eine der sternförmig auf den Platz zuführenden Straßen in südlicher Richtung in einer Elbbrücke fortsetzen.

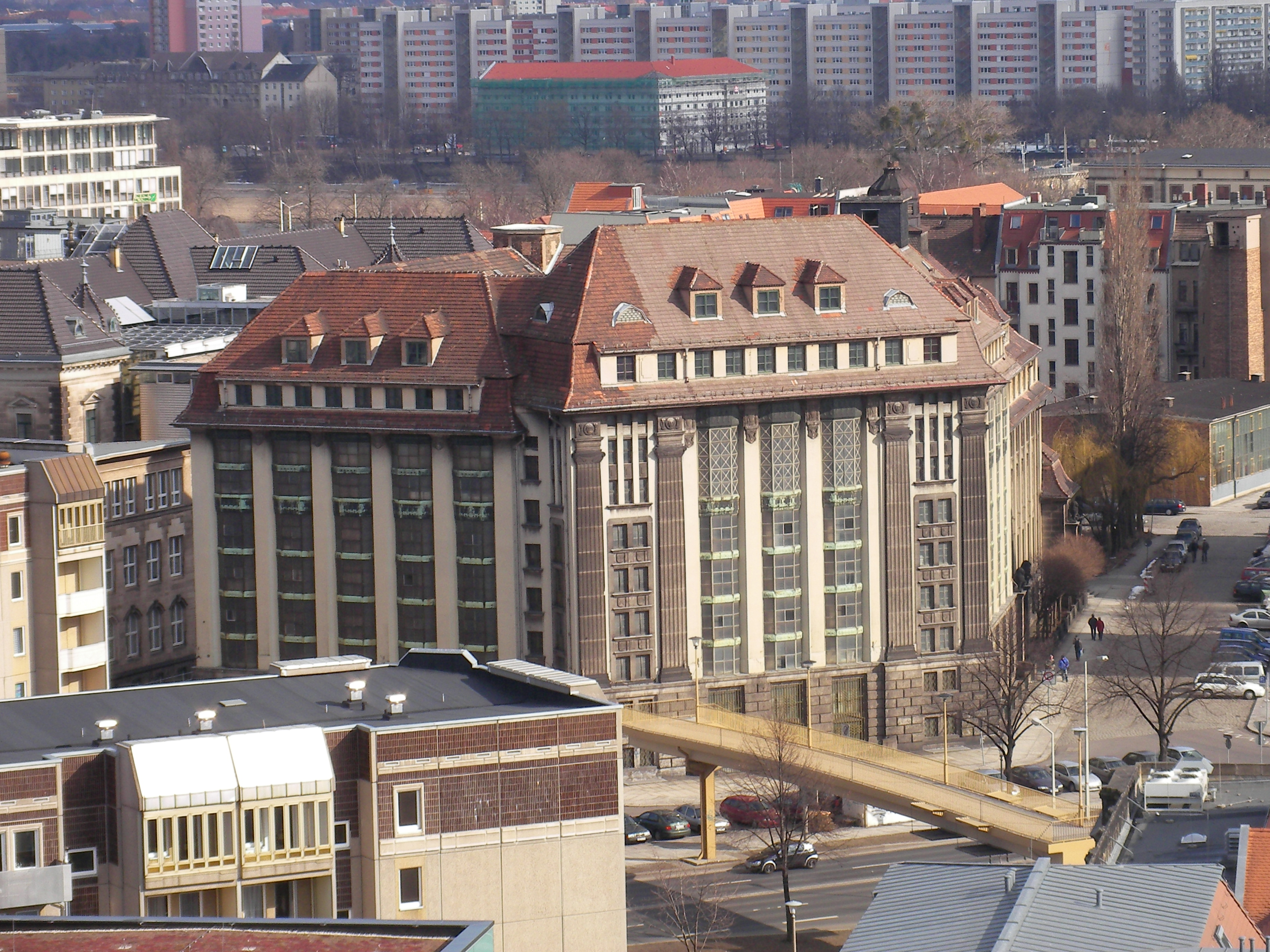
Das Hauptstaatsarchiv Dresden steht an der Ostseite des im Volksmund sogenannten Archivplatzes. Davor überquerte eine 2016 abgerissene Fußgängerbrücke die Albertstraße.

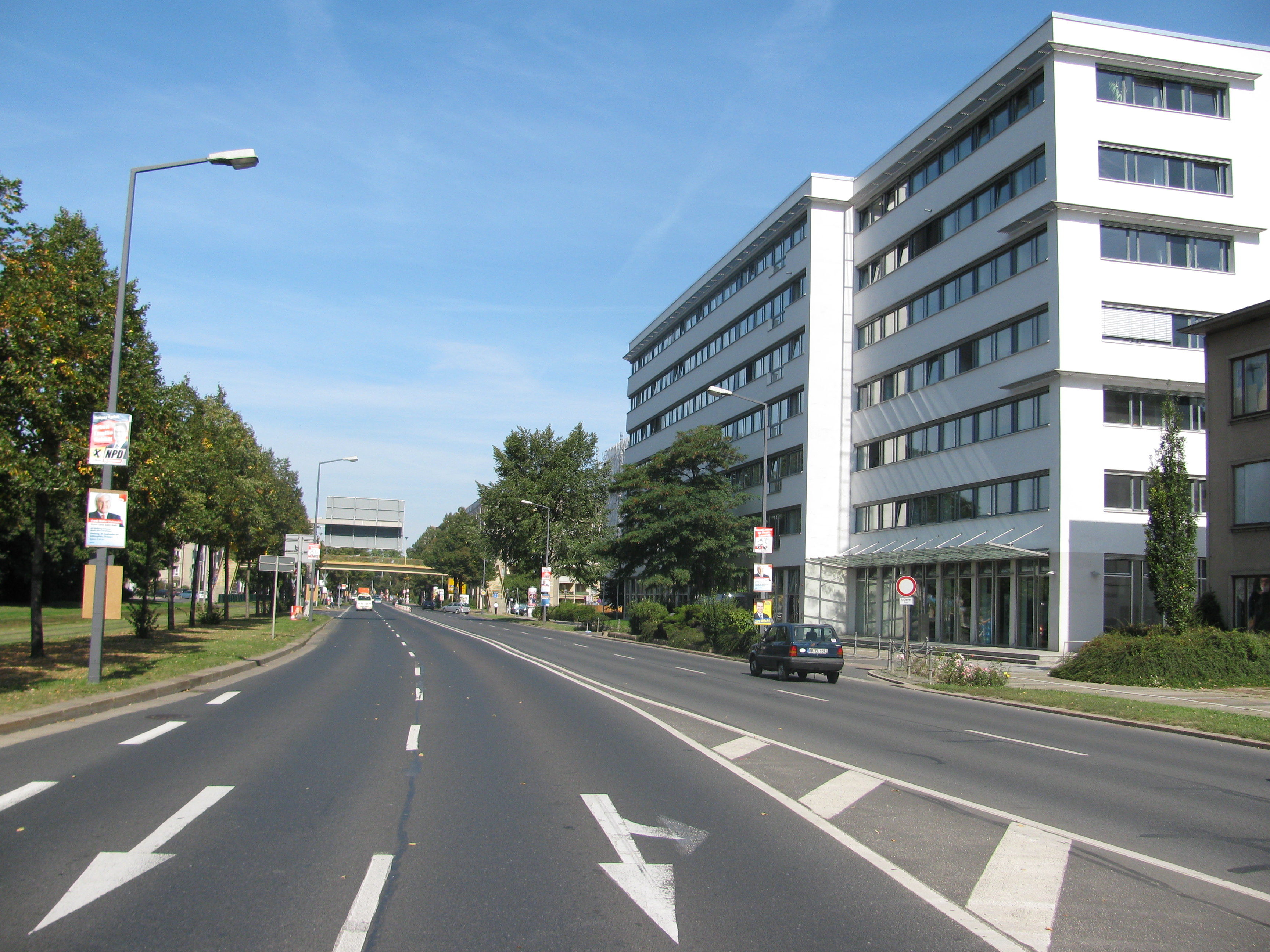
An der Albertstraße 10 befindet sich der Sitz des Sächsischen Staatsministeriums für Soziales.

Zur Ausführung dieser Planung in Form der „König-Albert-Straße“ kam es in den frühen 1890er Jahren, als der endgültige Straßendurchbruch durch das vormalige Kasernengelände vonstattenging und zugleich die „Königin-Carola-Brücke“ entstand. Die Benennung des Straßenzugs, der auch den neuen „Königin-Carola-Platz“ einbezog, erfolgte 1893 zu Ehren des damals regierenden sächsischen Königs Albert und seiner Gemahlin Carola. Albert hatte sich zudem als Kommandeur des XII. Armee-Korps im August 1870 in der Schlacht bei Gravelotte („Bataille de Saint-Privat“) Verdienste erworben, weshalb der Platz in der Mitte der Albertstraße in Höhe des Hauptstaatsarchivs zunächst „St.-Privat-Platz“ hieß. Die Benennung hatte auch im Dritten Reich Bestand. Der neue Straßenzug vom Albertplatz bis über die Carolabrücke entlastete die weiter westlich parallel verlaufende Achse Hauptstraße–Augustusbrücke–Schloßstraße.
Bei den verheerenden Luftangriffen im Februar 1945 wurde das Gebiet um die Albertstraße teilweise zerstört, worauf der Abriss großer Teile der gründerzeitlichen Wohnbebauung, aber auch der Kirche St. Franziskus Xaverius am Albertplatz und des Zirkusgebäudes Sarrasani am Carolaplatz folgte. Die Albertstraße erfuhr in der Zeit der DDR eine drastische Verbreiterung in westlicher Richtung. Die Straßenbahnschienen, welche sich ursprünglich in der Straßenmitte befanden, wurden an die Westseite der Straße verlegt und mit einem Grünstreifen versehen. Dies geschah um 1970 im Zusammenhang mit dem Wiederaufbau der im Zweiten Weltkrieg ebenfalls zerstörten Carolabrücke. Seither besteht die Straße aus vier Fahrspuren, davon je zwei pro Richtung, ohne einen trennenden Grünstreifen in der Mitte. Die städtebauliche Wirkung der breiten Schneise inmitten der Innenstadt gilt heute als verheerend.
Nach Kriegsende waren Straßennamen, die an die sächsische Monarchie erinnerten, in der Sowjetischen Besatzungszone unerwünscht. In Erinnerung an die 1946 vollzogene Vereinigung der SPD mit der KPD zur SED trug die Straße ab 1946 den Namen „Straße der Einheit“, analog zum Platz und zur Brücke der Einheit. Erst nach der Wende erhielt sie wieder den Namen Albertstraße, wobei auf den ursprünglichen Zusatz „König“ im 1990 wiederentstandenen sächsischen Freistaat bewusst verzichtet wurde.
Zwischen Neustädter Markthalle und Hauptstaatsarchiv wurde 1980 eine Fußgängerbrücke errichtet. Aufgrund gravierender baulicher Mängel wurde sie im März 2015 gesperrt und am 13. November 2016 abgerissen. Eine ebenerdige Querung, die per Fußgängerampel geregelt wird, hat sie ersetzt.

## Bebauung

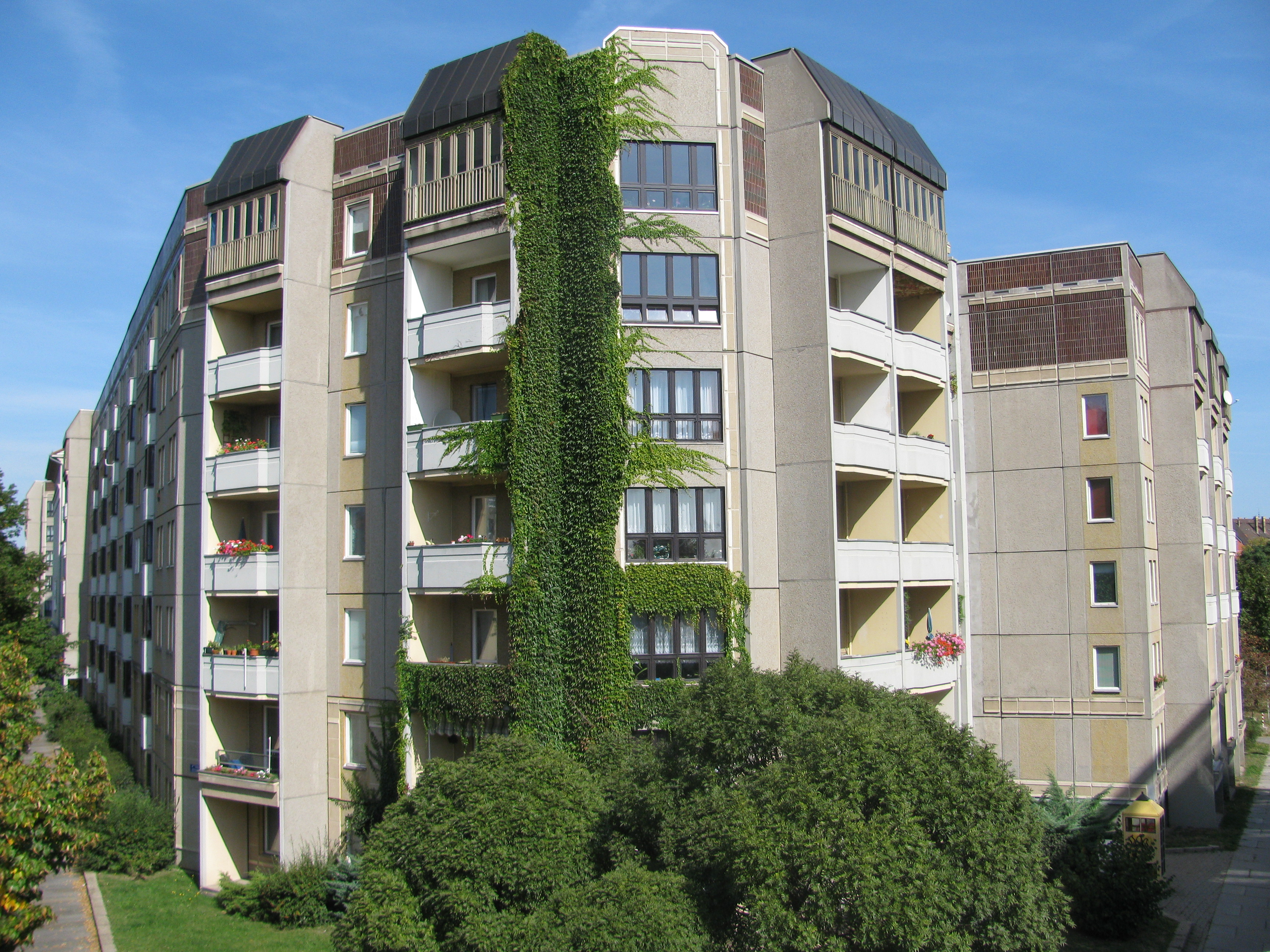
Wohnbebauung der späten DDR-Zeit prägt den nördlichen Teil der Albertstraße.

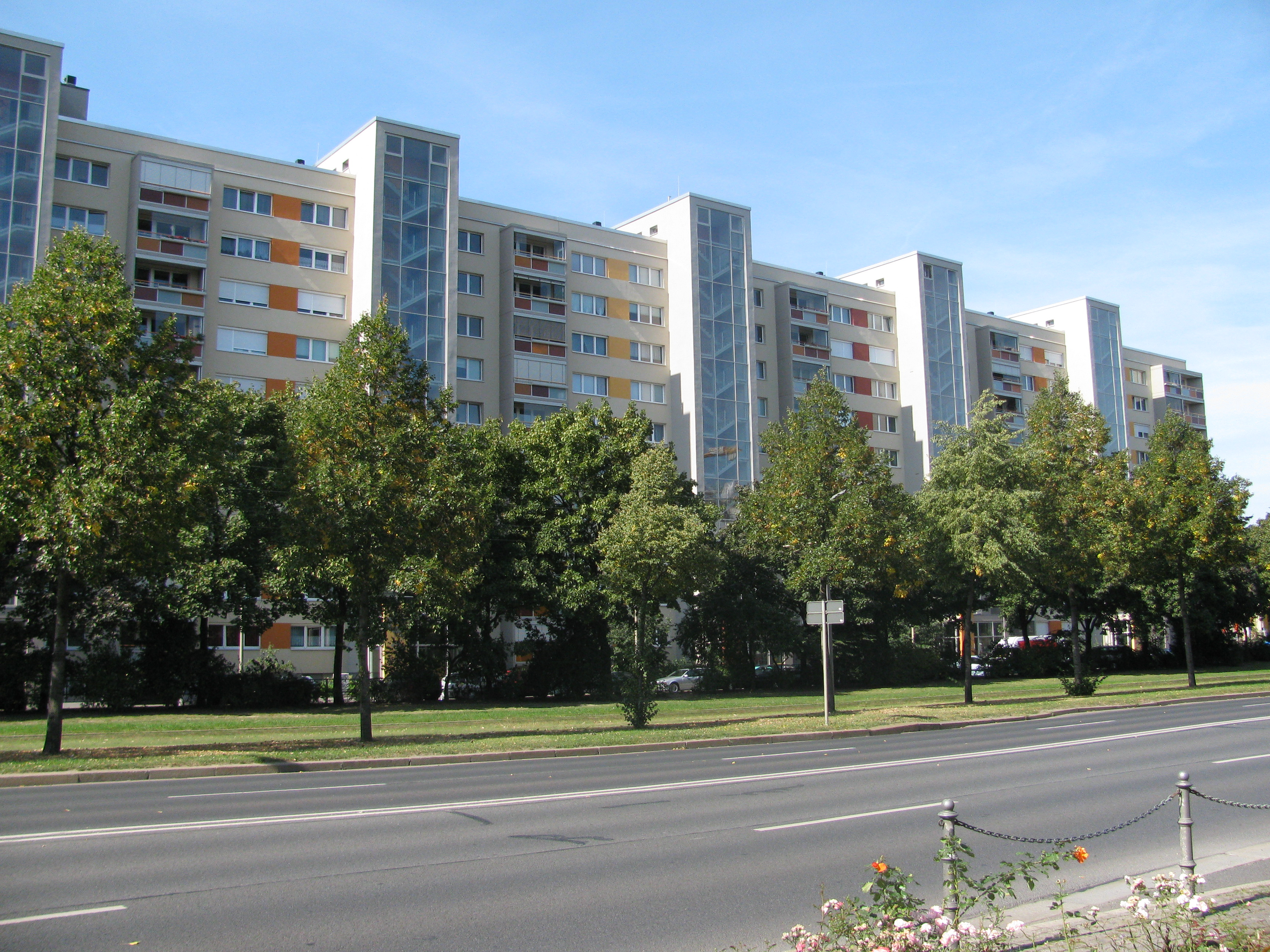
Blick über die Albertstraße zu den Zehngeschossern entlang der Sarrasanistraße

Die Bebauung entlang der Albertstraße besteht zum größten Teil aus Plattenbauten der 1960er und 1970er Jahre. Die Zehngeschosser im südlichen Teil der Westseite der Albertstraße tragen jedoch Hausnummern der Sarrasanistraße, die noch westlich der Straßenbahngleise verläuft. Dort stand bis zum Krieg der Zirkus Sarrasani.
An der südlichen Ostseite der Straße, die von ihrer Nähe zum Dresdner Regierungsviertel geprägt ist, hat das Sächsische Staatsministerium für Soziales seinen Sitz. Nördlich schließt sich das Hauptstaatsarchiv Dresden an. Dieses Gebäude entstand bis 1915 und beherbergt die Hauptabteilung des Sächsischen Staatsarchives. Ihm gegenüber steht die 1899 errichtete Neustädter Markthalle, deren südöstlicher Kopfbau im Krieg zerstört wurde und schließlich der Verbreiterung der Albertstraße zum Opfer fiel.
Nördlich von Archiv und Markthalle setzt sich beidseitig die Wohnbebauung in Form von sechsgeschossigen Plattenbauten der späten DDR-Zeit fort. Während sie sich auf der östlichen Straßenseite bis zum Albertplatz zieht, reicht sie auf der Westseite nur bis zum Jorge-Gomondai-Platz, auf dem vorm Krieg die St.-Franziskus-Xaverius-Kirche stand.